# Maksymilian Burstin
Maksymilian Burstin (ur. 26 maja 1886 we Lwowie, zm. 7 marca 1932) – architekt.

## Życiorys
Jego rodzicami byli Maurycy i Malka Drezel. Studiował na Politechnice Lwowskiej (ukończył ją w 1920). Odbył praktyki projektowe we Lwowie i Wiedniu.
W okresie pierwszej wojny światowej służył w armii austriackiej. Pod koniec 1918 znajdował się w niewoli włoskiej. Po jej opuszczeniu wstąpił do armii Hallera, gdzie był porucznikiem saperów. W 1921 został zwolniony z wojska. W 1922 uzyskał licencję budowniczego.
Od początku lat 20. działał w spółce projektowo-budowlanej wspólnie z architektem Jerzym Struszkiewiczem. Najpóźniej od 1928 był jego współwłaścicielem. Pochowany został na cmentarzu przy ul. Miodowej w Krakowie.

## Dzieła (wybór)
- Budynek mieszkalny przy ul. Fredry 2 we Lwowie (współautor Tadeusz Wróbel)
- Pensjonat „Primavera” w Rabce-Zdroju[9]
- Plebania w Rabce-Zdroju
- Klinika położnicza w Krakowie przy ul. Kopernika 23 (współautor Jerzy Struszkiewicz).
- „Dom medyków” w Krakowie (współautor Jerzy Struszkiewicz).
- Dom „Bractwa Górniczego” w Krakowie (współautor Jerzy Struszkiewicz).
- Dom towarzystwa ubezpieczeniowego „Feniks” w Krakowie[9]

## Dzieła nie zrealizowane
- Projekt konkursowy nowego budynku Uniwersytetu Jana Kazimierza we Lwowie, II nagroda, (1913) wraz z arch. Adolfem Szyszko-Bohuszem[10].
- Projekt konkursowy hotelu „Bristol” w Krakowie – I nagroda, współautorzy Tadeusz Wróbel i Bohdan Kelles-Krauze)[11].
- Projekt konkursowy Kasy Oszczędności w Sanoku (dwa warianty), III nagroda spośród 14 uczestników, 1912, współautorzy Tadeusz Wróbel i Bohdan Kelles-Krauze[12].
- Projekt konkursowy dworku rodziny Włodków w Niegowici (1914). Spośród 56 nadesłanych prac projekt Maksymiliana Burstina nie zdobył nagrody, został jednak wyróżniony przez jury[13].
- I nagroda w konkursie na projekt Domu Ludowego im. Wincentego Witosa w Krakowie (wspólnie ze Stanisławem Filipkowskim).
- IV nagroda w konkursie na projekt szkicowy Biblioteki Jagiellońskiej w Krakowie (1928, wspólnie z Fryderykiem Tadanierem)[14].

## Odznaczenia
- Złoty Krzyż Zasługi[6]

## Projekty

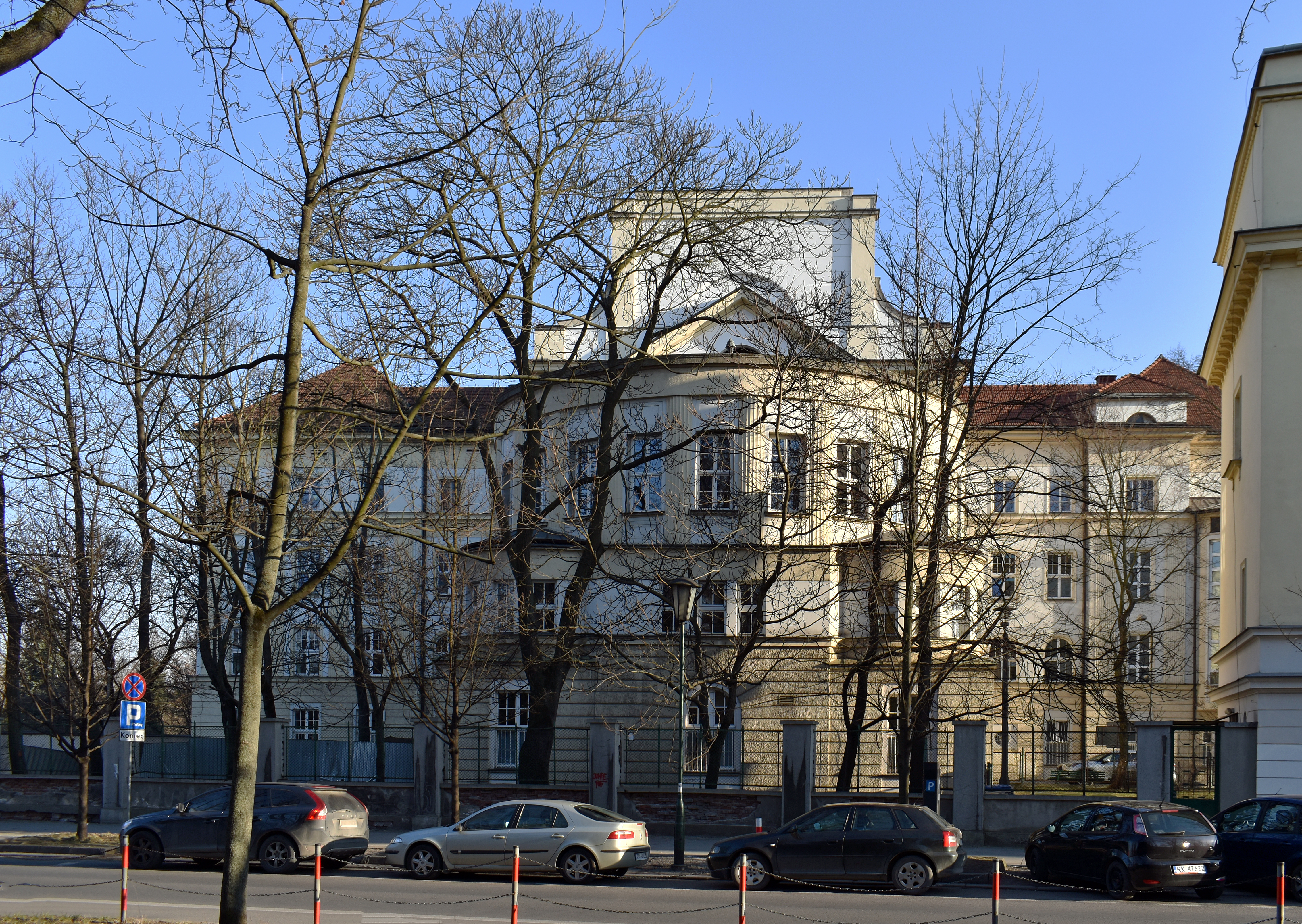
Szpital Uniwersytecki Klinika Ginekologii i Położnictwa (z J. Struszkiewiczem), (1920) Kraków ul. Kopernika 23
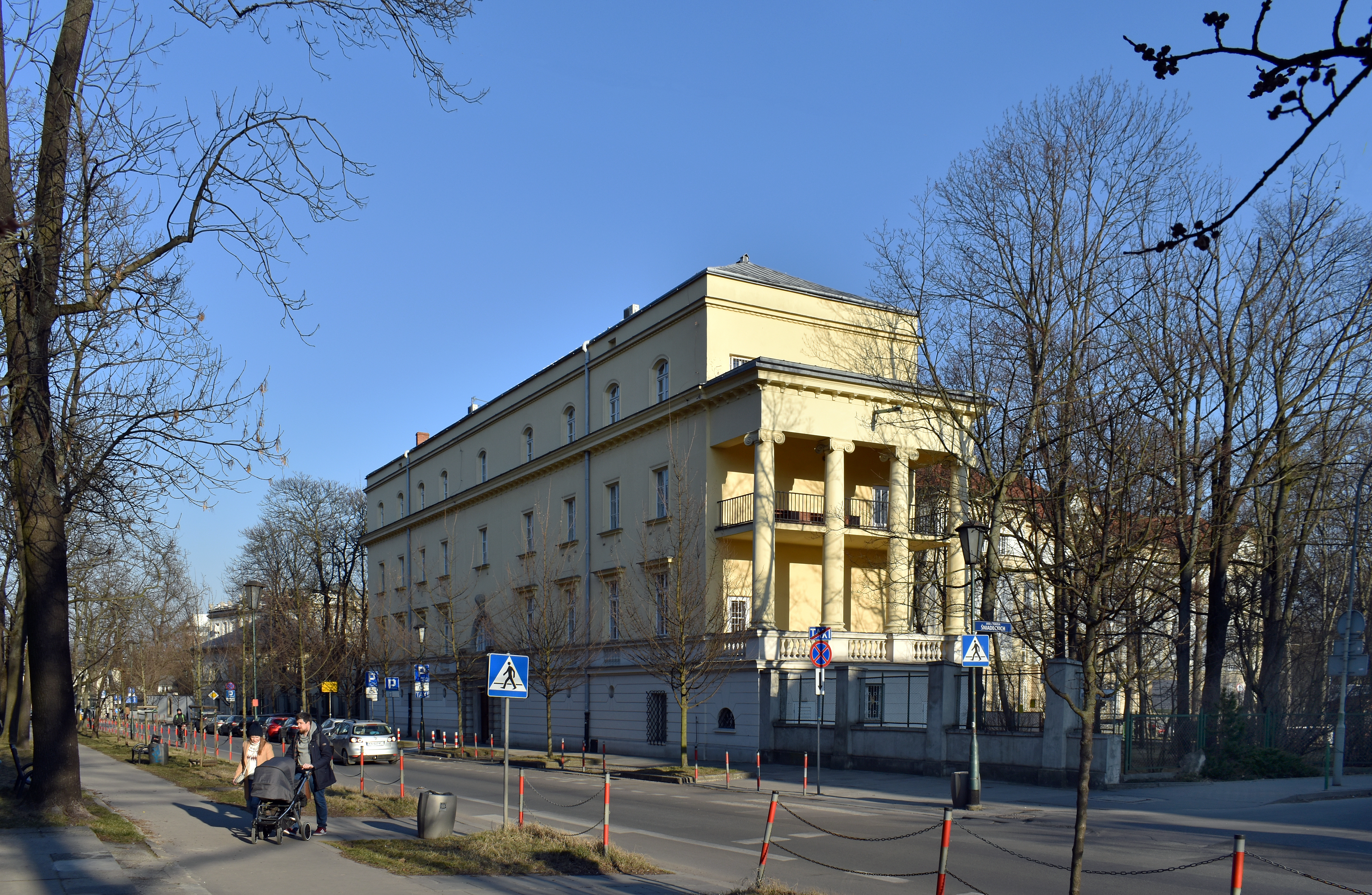
Szpital Uniwersytecki Instytut Pielęgniarstwa i Położnictwa (z J. Struszkiewiczem),( 1923) Kraków ul. Kopernika 25
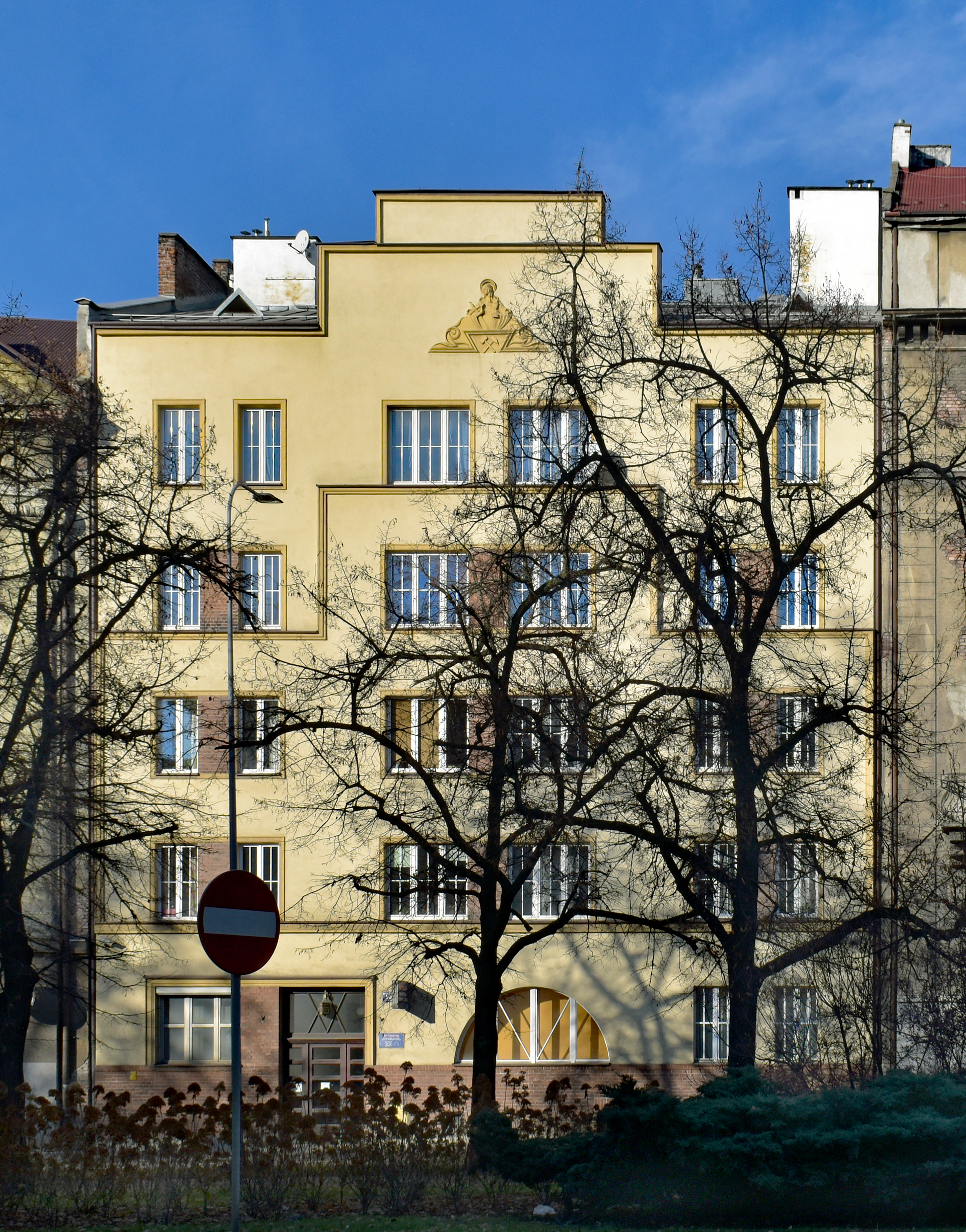
Dom Bractwa Górniczego (1928) Kraków al. Słowackiego 50
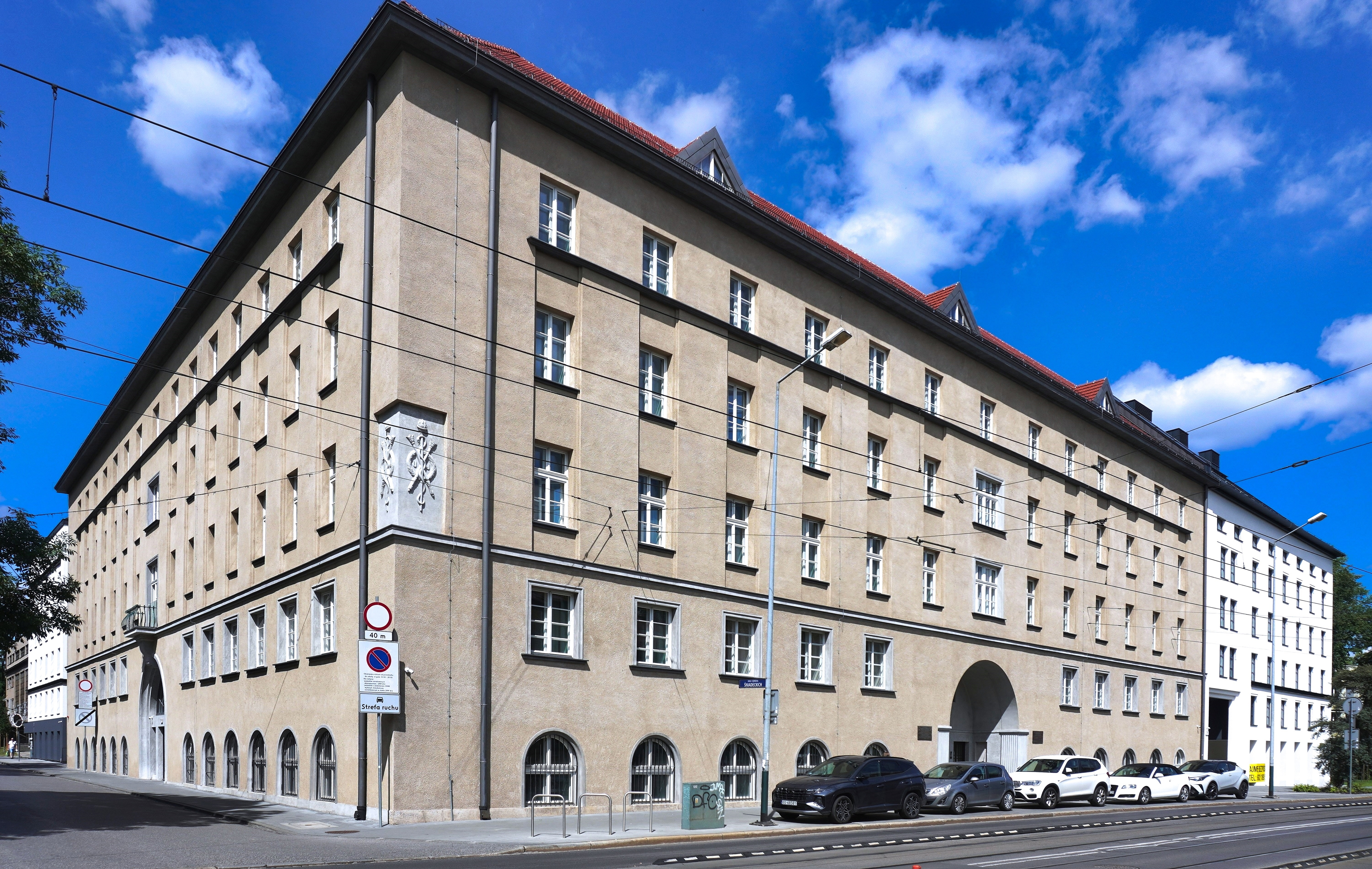
Dom Medyków, obecnie akademik Den Living (1930, wspólnie z Jerzym Struszkiewiczem), Kraków, ul. Grzegórzecka 20
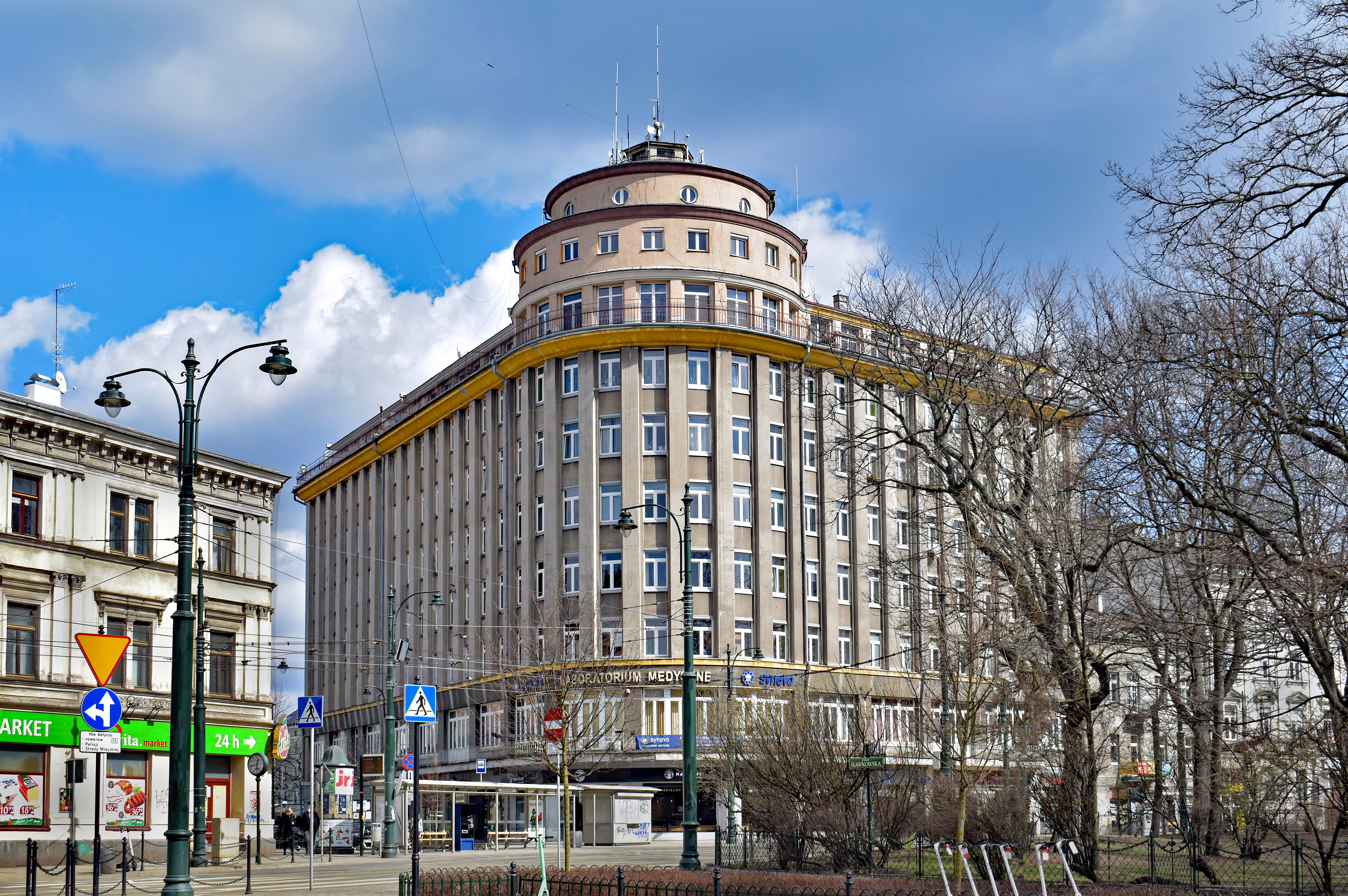
Budynek Feniksa (z L. Bauerem i J. Struszkiewiczem), (1931) Kraków ul. Basztowa 15